# ميشيل ابليمان
ميشيل أبليمان (بالإنجليزية: Michael Ableman)‏ هو مؤلف امريكى من اصل كندى ومزارع عضوى ومعلم وكذلك مؤيد وداعم لفكرة الزراعة المستدامة (أي الزراعة بالصوبات الزراعية).
عمل ميشيل بالزراعة العضوية منذ اوائل السبعينيات ويعتبر واحداً من الرواد في مجال الزراعة العضوية وحركة زراعة الحضر (اى الزراعة حول المدن والقرى). هو ايضاً مُحاضر للعديد من الجماهير حول العالم وقد رابح جوائز كثيرة على هذا العمل.
ويعتبر ميشيل هو مؤسس الزراعة الحضرية (اى الزراعة حول المدن والقرى) في حدائق فيرفيو في جولاتا ولاية كاليفورنيا حيث زرع لمدة عشرين عاماً وكذلك شارك في تأسيس وإخراج مزرعة "صول فوود" للزراعة الحضرية وكذلك الجمعية الخيرية " ازرع كندا " في فانكوفر في كولومبيا البيريطانية وكذلك أسس مركز الفنون والبيئة والزراعة على اساس منزل ومزرعة عائلته في جزيرة صولت سبرنج.

## السيرة الذاتية
لطالما تمنى أبليمان ان يصبح مصوراً ولكنه في عام1972 انضم إلى لجنة العامة الزراعية في شرق أوجاى حيث تمكن من زراعة مائة فدان من بساتين الخوخ والتفاح 
وبعد قضاء أبليمان بعض الوقت في إدارة حضانه في الساحل الشمالى لسانتا باربرا، حصل على وظيفة تطعيم اشجار البرتقال في حدائق فيرفيو.
وعندما غادر المدير السابق أصبح ابليمان جليس (مراقب) زراعى حتي عام 2001 وكان ذلك في قمة تفوقها وتميزها وتقديمها كأحد أهم مراكز التعليم وكنموذج محلى للقطاعات الصغيرة والزراعة الحضرية حيث تستضيف أكثر من 5000 زائر كل عام بين الجولات والاحتفالات وكذلك فترات التدريب 
وفي عهد أبليمان تم الحفاظ على الحديقة من إحدى الحركات الناشطة والتي طالبت بتقليل هذا النوع من الحدائق. 
وظل أبليمان يتحدث في كافة المؤتمرات في أمريكا الشمالية ومن ضمنها كلمته التنويرية عن مستقبل الزراعة في مؤتمر الرواد عام 2005 .
وقد عاش أبليمان مع عائلته في مزرعة عضوية على جزيرة "صولت سبرنج "في كولومبيا البيريطانية، اما الآن فيعيش أبليمان في المزرعة التاريخية ذات المائة وعشرين فدان "فوكسجلوف " حيث اسس مركز الفنون والبيئة والزراعة .
ميشيل أبليمان و سيان دورى تعاونا في تأسيس أكبر مشروع زراعة حضرية في أمريكا الشمالية هو مزرعة " صولو فوود " في فانكوفر فى كولومبيا البيريطانية ، وتحول مزرعة «صولو فوود» الاراضى الحضرية إلى مزرعة تنمو فيها خضراوات وفواكه عالية الجودة وتوفر عمل للمقيمين في المدينة شرق فانكوفر والذين يواجهون تحدى البحث عن عمل.
تربى ميشيل وسيان معاً في موقف سيارات نصف فدان في شوارع هاستنجس وهوكس في شرق فانكوفر واراد سيان زراعة الطعام وتوظيف الناس في المنطقة ولكن حظى ميشيل بتجربة التنفيذ.
هما معاً كونا علاقة عمل وطورا خطة طموحة لانتاج المزارع الحضرية في فانكوفر والتي تسعى لتوظيف الناس في ظل تحديات الفقر والإدمان والامراض العقلية وكذلك جمع كميات كبيرة من الطعام.

## مزرعة فوكسجلوف
مزرعة فوكسجلوف هي زراعة عضوية تبلغ 120 فدان على جزيرة صولت سبرنج في كولومبيا البيريطانية في كندا وهي ملك أبليمان. 
فوكسجلوف هي موطن مركز الفنون والبيئة والزراعة وهو المتخصص في ورش الزراعة وفنون الطبخ.

## أعماله
- ستريت فارم: رؤية زراعة الوظائف والامل في الحضر (تشيلسى جرين) عامISBN 97816035860232016
- حقول وفيرة: رحلة فلاح في البحث عن الطعام وزارعيه (تشرونيكل بوكس) ISBN 978-0-8118-4223-5  2005
- في الأرض الطيبة: وهو قصة حياة فلاح حضرى (تشرونيكل بوكس)ISBN 978-0-8118-1921-3  1998
- من الأرض الطيبة: وهو احتفالا بزراعة الطعام حول العالم وكان بالتعاون بين سينسيا ويزهارت وسام بيتمان وهارى ابرماس 
. ISBN 978-0-8109-2517-5